# Neptis barnsi
Neptis barnsi är en fjärilsart som beskrevs av Eltringham 1921. Neptis barnsi ingår i släktet Neptis och familjen praktfjärilar. Inga underarter finns listade i Catalogue of Life.